# バスク・ナショナリズム
バスク・ナショナリズム（バスク語: Eusko abertzaletasun, スペイン語: Nacionalismo vasco, 英語: Basque nationalism）またはバスク民族主義は、スペインとフランスにまたがるバスク地方の政治的・文化的な独立を求める政治運動の名称。これらを求める政治運動家はバスク・ナショナリストまたはバスク民族主義者と呼ばれる。
バスク・ナショナリズムが誕生し、人気を得た主たる要因には、1876年のバスク地方におけるフエロ（地域特別法）撤廃と、1870年代以降にビスカヤ県で進展した工業化にともなう社会経済の急激な変容が挙げられる。1979年にはスペインでバスク自治州が成立し、スペイン1978年憲法によって大幅な自治権が認められている。

## 歴史

### 前史
13世紀から16世紀にはスペイン側のバスク地方全域がカスティーリャ王国の支配下となったが、慣習法に由来するフエロ（地域特別法）が適用されて、政治的独立、国税免除、兵役免除などの特権を受けた。16世紀のバスク地方は新大陸航路における特権で多大な利益を享受し、また免税特権は造船業や製鉄業などでも大きな利点となった。1700年に成立したスペイン・ブルボン朝期にはカタルーニャ公国やアラゴン連合王国などでフエロが剥奪されたが、スペイン継承戦争時に反抗の意思がなかったバスク地方ではフエロが維持され、特に貿易業によって経済的に繁栄した。
1833年にはフェルナンド7世が死去し、社会制度や経済構造の維持を唱えるカルロス5世と、自由主義を標榜するイサベル2世との間で王位継承問題が起こった。第一次カルリスタ戦争が勃発し、フエロの維持を求めるバスク地方は旧体制を支持して自由主義勢力と戦ったが、1839年のベルガラ協定によって敗北が決定し、バスク地方のフエロは縮小された。その後第二次カルリスタ戦争を挟んで第三次カルリスタ戦争が起こり、1876年7月21日法でバスク地方のフエロは実質的に撤廃された。バスク地方はスペイン国家の中の一地域に位置付けられ、納税や兵役の義務が課せられた。また、工業発展を遂げた19世紀末のバスク地方には他地域から労働者が多数流入し、1900年時点ではビスカヤ県、ギプスコア県、アラバ県のバスク3県における人口の6割が他地域出身者となった。バスク地方では非バスク語化が進行し、バスク人の伝統的価値観や規範が脅かされた。

### 起こりと自治政府の成立

アラナらによって作られたイクリニャ（バスク国旗）

「バスク民族主義の父」と呼ばれるサビノ・アラナはバルセロナ大学で学ぶうちにカタルーニャ・ナショナリズムに共感し、1892年の著作『ビスカヤ地方の独立を求めて』などでビスカヤ地方の精神的独立の復活を訴え、1893年の「ララサバルの演説」によって政治活動を開始した。アラナは「血族、言語（バスク語）、統治と法（フエロ）、気質と習慣、歴史的人格」の5つをバスク民族の独自性を定義づける要素に挙げ、特に血の純潔によってバスク人はスペイン人に優越するとした。アラナは1894年にバスク人クラブを発足させ、このクラブは1895年にバスク民族主義党（PNV）に発展した。アラナの主張は近代的工業化から除外された中小ブルジョワ層に受容され、1898年にはバスク民族主義党員として初めてビスカヤ県議会議員に当選した。アラナは「私はビスカヤ人であるからスペイン人ではない。しかし私は分離主義者ではない。ビスカヤにしか属したことがないからだ」という思想を持ち、名称（エウスカディ）と旗（イクリニャ）を持つ、7地域 がひとつにまとまった国を提起した。アラナは1903年に病死し、彼の思想は後継者たちによって多様に解釈されていった。
19世紀末のビスカヤ県では3大鉄鋼企業と2大銀行が経済を牛耳っており、初期のバスク・ナショナリズムは反工業化を唱えたが、ゼネストなどの労働運動を展開していた非バスク系労働者と連帯することはなかった。1930年以前のバスク・ナショナリズムは工業化が進展していたビスカヤ県特有の現象であり、バスク民族主義党の影響力がギプスコア県にまで及んだのは第二共和政期、スペイン内戦以前のアラバ県やナバーラ県にバスク・ナショナリズムは根づかなかった。また、初期のバスク・ナショナリズムは都市特有の現象だったが、第一次世界大戦後には近代化の余波が及び始めた農村部にも伝播していった。1923年以後にはカタルーニャ・ナショナリズムやガリシア・ナショナリズムとの連携の動きがみられた。初期のバスク・ナショナリズムはバスク地方の独立や分離を訴えたが、やがてスペイン国家内での地方自治の訴えに変化していった。
1931年には第二共和政が成立し、バスク民族主義党はエステーリャ憲章（バスク自治憲章案）を採択して国会に提出したが却下された。第二共和政下では各政治勢力の主張が交錯し、バスク民族主義党はアラバ県やナバーラ県の支持を取り付けることに失敗したことで、バスクの地方自治の実現が遅れた。1936年には共和国議会でホセ・アントニオ・アギーレをレンダカリ（政府首班）とするバスク自治政府が承認されたが、1937年にはフランシスコ・フランコ軍によってビルバオが占領され、バスク自治政府による政治的独立の試みは頓挫した。

### フランコ政権下
1930年代後半のスペイン内戦では15万人以上のバスク人が難民となり、その後のフランシスコ・フランコ政権下ではバスク語の使用禁止やイクリニャ（バスク国旗）の掲揚禁止などの政策が取られた。1946年にはアギーレがニューヨークでバスク亡命政府を編成し、亡命政府のバスク民族主義党が主導したビスカヤ県での労働争議は功を奏したが、反共産主義の立場を取る西側勢力はフランコを容認するようになり、1960年のアギーレの死もあってバスク亡命政府は政治的影響力を低下させた。1952年に地下組織として結成されたEKINは、バスク民族主義党青年部から分離したグループなどを加えて1959年にバスク祖国と自由（ETA）に発展し、バスク語の民族語としての擁立、バスク大学の創設などバスク民族の政治的自立や民主的諸権利の認知を訴えた。発足当初のETAは民族文化復興運動団体の色彩が強かったが、やがて政治的独立を掲げる集団が主流派となり、1968年には武力闘争が開始されて世界的に知られるようになった。それまでは穏健派のバスク民族主義党がバスク・ナショナリズム運動を独占していたが、ETAの登場で状況が変わった。1960年代末には全国的にフランコへの反体制運動が高まり、1970年代になるとバスク民族主義党が保守層の支持を背景に組織を拡大した。

### 民主化と自治州政府の成立
1975年にフランコが死去し、スペインが民主化への道を歩み出すと、バスク・ナショナリズムは一気に公的空間へ拡散した。バスク・ナショナリスト穏健派のバスク民族主義党以外の政治的勢力として、1977年にはバスク左翼（EE）が、1978年には事実上はETAの政治部門であるエリ・バタスナ（HB）がバスク・ナショナリスト急進左派として誕生した。1977年6月の総選挙では民主中道連合（UCD）とスペイン社会労働党による二大政党制の様相を呈する中、バスク民族主義党は8議席を獲得し、バスク左翼は1議席を獲得した。スペイン1978年憲法（現行憲法）はフエロを尊重するとしており、バスク4地域はフエロ体制を維持回復した。スペイン1978年憲法は自治州の設置を認めており、1979年にゲルニカ憲章（バスク自治憲章）がスペイン国会の承認を経て住民投票で可決されると、1980年にはバスク自治州議会選挙が初開催されてバスク民族主義党が第1党となった。カルロス・ガライコエチェアをレンダカリ（政府首班）とするバスク自治政府が発足し、バスク自治州は1936年-1937年以来となる地方自治を実現した。バスク自治州はアラバ県、ビスカヤ県、ギプスコア県の3県で構成され、歴史的にバスク地方の一部であるナバーラ県は1982年に単独でナバーラ州となった。
1986年まではバスク民族主義党が単独で、それ以後はバスク連帯（EA）などのバスク・ナショナリスト勢力やバスク社会党（PSE）などの非バスク・ナショナリスト勢力と連立して2009年までバスク民族主義党が政権を担った。ETAの政治部門であるエリ・バタスナやバタスナは常にバスク自治州議会選挙で15-18%の得票を維持していたが、2001年に起こったアメリカ同時多発テロは世界的な反テロリズムの潮流を巻き起こし、国民党のホセ・マリア・アスナール政権によって非合法化された。2009年のバスク自治州議会選挙ではバスク社会党のパチ・ロペスがレンダカリ（政府首班）となり、自治州発足以来初めて非バスク・ナショナリスト勢力からレンダカリが輩出されたが、2012年のバスク自治州議会選挙では再びバスク民族主義党が政権を奪還した。バスク・ナショナリスト穏健派のバスク民族主義党は歴史的領土（フランス領バスクを含めた広義のバスク地方）の回復に固執していないが、バスク・ナショナリスト急進左派は歴史的領土に独立主権国家を建設することを目指している。

## 関連する政党/団体/政党連合
バスク民族主義穏健中道派
- バスク民族主義党（PNV）（1895年-） - スペイン内部での地方自治拡大を目指し、1930年代のバスク自治政府や1970年代以降のバスク自治州政府を主導している。
- バスク・ナショナリスト行動団（ANV）（1930年-）
- バスク連帯（EA）（1986年-） - 1986年のバスク自治州議会選挙時にPNVの党内左派が分離して結党。たびたびPNVと連立を組んでいる。

バスク民族主義急進左派
- EKIN→バスク祖国と自由（ETA）（1959年-2011年） - バスク民族解放のために発足した運動体。1968年には武力闘争を開始した。
  - エリ・バタスナ（HB）→われらバスク市民（EH）→バタスナ（1978年-2003年） - ETA（m）（ETA内過激派）の政治部門。国民党政権時の2003年、スペイン最高裁によって非合法化された。
  - バスク左翼（EE）（1977年-1993年） - ETA（pm）（ETA内穏健派）の政治部門。
- バスク統一左翼（EB-B）（1986年-2012年） - 統一左翼のバスク支部。
- アララール（2000年-）

地域主義
- アラバ統一（UA）（1989年-2005年） – アラバ県の政党。バスク地方内部の地方主義を唱えていた。
- 祖国統一（AB）（1993年-） – フランス領バスクの政党。ピレネー＝アトランティック県からのバスク県独立を目標に掲げている。

政党連合
- ナファロア・バイ（2004年-） - 2004年スペイン総選挙の際に結成。主要構成者はアララール、PNV、EAなど。
- エウスカル・エリア・バイ（2007年-） - 2007年フランス総選挙の際に結成。主要構成者はABなど。
- ソルトゥ→ビルドゥ（2011年） - 2011年スペイン地方自治体選挙のために結成。主要構成者はEAなどであり、ETAとのつながりが深いとされる。PNVに次いで第2党となった。
- アマユール（2011年） - 2011年スペイン総選挙のために結成。主要構成者はEA、アララールなど。PNVを上回る7議席を獲得。
- EHビルドゥ（2012年） - 2012年バスク自治州議会選挙のために結成。主要構成者はEA、アララールなど。PNVに次いで第2党となった。